# Dasypogon tsacasi
Dasypogon tsacasi là một loài ruồi trong họ Asilidae. Dasypogon tsacasi được Weinberg miêu tả năm 1991. Loài này phân bố ở vùng Cổ Bắc giới.